# Economía de Etiopía
La economía de Etiopía es una economía mixta en vías de transición, con un gran sector público. El gobierno ha ido privatizando de forma progresiva muchas de las empresas estatales, inclinándose progresivamente hacia una economía de mercado. Sin embargo,los sectores de la banca, las telecomunicaciones y el transporte siguen en manos del estado.
Actualmente, Ethiopia tiene una de las economías de más rápido crecimiento en el mundo, siendo el segundo país con más población de África.
El alto nivel de dependencia del sector energético (petróleo) y los elevados gastos militares, mantienen todavía debilitada la economía, que presenta grandes cambios según la zona del país de la que se trate. La paz permitió el uso de los puertos eritreos de Assab y Massawa y el de Yibuti para la salida al mar de los productos etíopes.

## Sector primario

### Agricultura
Los procesos de sequía, agravados en la década de los 80 del siglo XX, convirtieron grandes extensiones de terreno de cultivo en áridas o semiáridas, en parte por las condiciones climáticas, en parte por la tala de árboles para leña. Los desplazamientos de población y de refugiados con ocasión de las múltiples guerras con Eritrea, facilitaron el asentamiento de gran número de población en zonas con apenas recursos agrícolas y ganaderos, lo que provocó hambrunas y persistentes degradaciones del suelo que no se ha recuperado. En la actualidad, y tras la firma de la paz definitiva con Eritrea, el número de personas dependientes de la ayuda interior o exterior para la supervivencia se ha reducido de 4,5 millones de personas en 1999, a 2,7 millones de personas en 2003
Los problemas del hambre como consecuencia de una mala cosecha en el periodo 2004-2005 han provocado que 3 millones de personas, de las cuales 750.000 son niños, estén, según la ONU, en situación de alto riesgo, habiéndose aprobado una ayuda de emergencia de 70 millones de dólares, financiada por Estados Unidos, la Unión Europea, Japón, Sudáfrica y Australia.
Para el 2015 la agricultura correspondía al 40.5% del producto interno bruto, al 81% de las exportaciones y absorbía al 85% de la fuerza laboral. El producto principal es el café destinado en su casi integridad a la exportación, del que viven directa o indirectamente el 25% de la población. Este alto volumen, unido a la variabilidad de los precios internacionales del café, hacen que la balanza exportadora sea muy vulnerable.

En 2018 Etiopía produjo:
- 7,3 millones de toneladas de maíz (el 17.º productor mundial);
- 4,9 millones de toneladas de sorgo (cuarto productor mundial);
- 4,2 millones de toneladas de trigo;
- 2,1 millones de toneladas de cebada (el 17.º productor mundial);
- 1,8 millones de toneladas de batata (quinto productor mundial);
- 1,4 millones de toneladas de caña de azúcar;
- 1,3 millones de toneladas de ñame (quinto productor mundial);
- 988 mil toneladas de habas;
- 982 mil toneladas de mijo;
- 743 mil toneladas de patata;
- 599 mil toneladas de vegetales;
- 515 mil toneladas de garbanzos (sexto productor mundial);
- 508 mil toneladas de plátano;
- 470 mil toneladas de café (sexto productor mundial);
- 446 mil toneladas de repollo;
- 374 mil toneladas de guisante (vigésimo productor mundial);
- 322 mil toneladas de cebolla;
- 301 mil toneladas de sésamo (séptimo productor mundial);
- 294 mil toneladas de pimienta;
- 172 mil toneladas de lentejas (undécimo productor mundial);
- 144 mil toneladas de arroz;
- 143 mil toneladas de maní;
- 140 mil toneladas de algodón;
- 124 mil toneladas de ajo;
- 102 mil toneladas de mango (incluido mangostán y guayaba);
- 101 mil toneladas de lino (séptimo productor mundial);

Además de pequeñas producciones de otros productos agrícolas.
Las mayores exportaciones de productos agrícolas procesados del país en términos de valor en 2019 fueron: café (U $ 750 millones), ajonjolí (U $ 307 millones), carne de cabra (U $ 144 millones), frijol (U $ 80 millones). millones), maní (U $ 56 millones), soja (U $ 56 millones), oleaginosas (U $ 28 millones), garbanzos (U $ 18 millones) y carne vacuna (U $ 14 millones), entre otros.

### Ganadería
En 2019, Etiopía produjo 3.300 millones de litros de leche de vaca, 178 millones de litros de leche de camello, 84 millones de litros de leche de cabra, 81 millones de litros de leche de oveja, 391 mil toneladas de carne vacuna, 102 mil toneladas de carne de cordero, 96 mil toneladas de carne de cabra, 91 mil toneladas de carne de caza, 76 mil toneladas de carne de pollo, 32 miles de toneladas de carne de camello, entre otros.

## Sector secundario

### Industria
El Banco Mundial enumera los principales países productores cada año, según el valor total de la producción. Según la lista de 2019, Etiopía tenía la 87.ª industria más valiosa del mundo ($ 5.3 mil millones).

### Minería
En cuanto a la minería, Etiopía tiene reservas de oro y tantalio, así como mármol, potasa, mineral de hierro y gas natural. Las explotaciones de este último han sufrido diversas convulsiones y altibajos con ocasión de los múltiples conflictos bélicos hasta 2002.
En 2019, el país fue el quinto productor mundial de carbonato de sodio. y el sexto productor mundial de tántalo. En la producción de oro, en 2017 el país produjo 11 toneladas. El país también tiene cierta producción de ópalo.

### Energía
En la actualidad se desarrolla un plan económico basado en el incremento del uso de la energía hidroeléctrica, la explotación del gas natural, la recuperación de zonas agrícolas y la diversificación de las actividades económicas, dentro de una economía todavía muy centralizada y dependiente del sector público y de la ayuda extranjera.
En energías no renovables, en 2020, el país no produjo petróleo. En 2011 el país consumió 49.000 barriles / día (el 100.º consumidor más grande del mundo). En 2015 Etiopía no producía gas natural.
En energías renovables, en 2020, Etiopía fue el 54.º mayor productor de energía eólica del mundo, con 0,3 GW de potencia instalada, y no producía energía solar.

## Transporte

### Terrestre
A partir de 2016, hay 113,066 kilómetros (70,256 millas) de carreteras para todo clima.

### Aéreo
La aerolínea Ethiopian Airlines, es la aerolínea más grande del continente Áfricano y la más rentable. Llega a más de 123 destinos y su flota tiene un tamaño de 97 aviones.

### Ferroviario
La red ferroviaria etíope se ha expandido rápidamente. En 2015, se inauguró en Addis Ababa el primer tren ligero de África. En 2017, el ferrocarril eléctrico Addis Ababa-Yibuti. En la actualidad, otros 2 ferrocarriles están en construcción: Awash-Woldiya y Woldiya-Mekelle.

## Evolución histórica del PIB per cápita
| Década de 1950 (Años 50)                                            |             |                     |                |                        |
| Año                                                                 | %           | PIB                 | PIB per Cápita | Población              |
| 1950                                                                | Sin cambios | Sin cambios         | Sin cambios    | 18.128.034 habitantes  |
| 1951                                                                | Sin cambios | Sin cambios         | Sin cambios    | 18.466.918 habitantes  |
| 1952                                                                | Sin cambios | Sin cambios         | Sin cambios    | 18.819.634 habitantes  |
| 1953                                                                | Sin cambios | Sin cambios         | Sin cambios    | 19.184.239 habitantes  |
| 1954                                                                | Sin cambios | Sin cambios         | Sin cambios    | 19.559.974 habitantes  |
| 1955                                                                | Sin cambios | Sin cambios         | Sin cambios    | 19.947.265 habitantes  |
| 1956                                                                | Sin cambios | Sin cambios         | Sin cambios    | 20.347.793 habitantes  |
| 1957                                                                | Sin cambios | Sin cambios         | Sin cambios    | 20.764.427 habitantes  |
| 1958                                                                | Sin cambios | Sin cambios         | Sin cambios    | 21.200.998 habitantes  |
| 1959                                                                | Sin cambios | Sin cambios         | Sin cambios    | 21.661.994 habitantes  |
| Década de 1960 (Años 60)                                            |             |                     |                |                        |
| Año                                                                 | %           | PIB                 | PIB per Cápita | Población              |
| 1960                                                                | Sin cambios | Sin cambios         | Sin cambios    | 22.151.218 habitantes  |
| 1961                                                                | Sin cambios | Sin cambios         | Sin cambios    | 22.671.131 habitantes  |
| 1962                                                                | Sin cambios | Sin cambios         | Sin cambios    | 23.221.331 habitantes  |
| 1963                                                                | Sin cambios | Sin cambios         | Sin cambios    | 23.798.378 habitantes  |
| 1964                                                                | Sin cambios | Sin cambios         | Sin cambios    | 24.396.965 habitantes  |
| 1965                                                                | Sin cambios | Sin cambios         | Sin cambios    | 25.013.551 habitantes  |
| 1966                                                                | Sin cambios | Sin cambios         | Sin cambios    | 25.641.176 habitantes  |
| 1967                                                                | Sin cambios | Sin cambios         | Sin cambios    | 26.280.771 habitantes  |
| 1968                                                                | Sin cambios | Sin cambios         | Sin cambios    | 26.945.459 habitantes  |
| 1969                                                                | Sin cambios | Sin cambios         | Sin cambios    | 27.653.622 habitantes  |
| Década de 1970 (Años 70)                                            |             |                     |                |                        |
| Año                                                                 | %           | PIB                 | PIB per Cápita | Población              |
| 1970                                                                | Sin cambios | Sin cambios         | Sin cambios    | 28.414.999 habitantes  |
| 1971                                                                | Sin cambios | Sin cambios         | Sin cambios    | 29.246.170 habitantes  |
| 1972                                                                | Sin cambios | Sin cambios         | Sin cambios    | 30.135.007 habitantes  |
| 1973                                                                | Sin cambios | Sin cambios         | Sin cambios    | 31.028.728 habitantes  |
| 1974                                                                | Sin cambios | Sin cambios         | Sin cambios    | 31.855.294 habitantes  |
| 1975                                                                | Sin cambios | Sin cambios         | Sin cambios    | 32.568.539 habitantes  |
| 1976                                                                | Sin cambios | Sin cambios         | Sin cambios    | 33.144.537 habitantes  |
| 1977                                                                | Sin cambios | Sin cambios         | Sin cambios    | 33.614.153 habitantes  |
| 1978                                                                | Sin cambios | Sin cambios         | Sin cambios    | 34.053.431 habitantes  |
| 1979                                                                | Sin cambios | Sin cambios         | Sin cambios    | 34.569.428 habitantes  |
| Década de 1980 (Años 80)                                            |             |                     |                |                        |
| Año                                                                 | %           | PIB                 | PIB per Cápita | Población              |
| 1980                                                                | Sin cambios | US$ 7.385 millones  | US$ 215        | 35.239.974 habitantes  |
| 1981                                                                | + 4.0 %     | US$ 7.578 millones  | US$ 202        | 36.093.319 habitantes  |
| 1982                                                                | + 1.0 %     | US$ 7.973 millones  | US$ 207        | 37.109.517 habitantes  |
| 1983                                                                | + 7.8 %     | US$ 8.863 millones  | US$ 223        | 38.259.376 habitantes  |
| 1984                                                                | - 2.3 %     | US$ 8.375 millones  | US$ 204        | 39.493.503 habitantes  |
| 1985                                                                | - 11.4 %    | US$ 9.808 millones  | US$ 232        | 40.775.997 habitantes  |
| 1986                                                                | + 9.7 %     | US$ 10.188 millones | US$ 233        | 42.097.111 habitantes  |
| 1987                                                                | + 13.9 %    | US$ 10.890 millones | US$ 242        | 43.470.219 habitantes  |
| 1988                                                                | + 0.6 %     | US$ 11.285 millones | US$ 242        | 44.908.705 habitantes  |
| 1989                                                                | - 0.5 %     | US$ 11.872 millones | US$ 247        | 46.433.604 habitantes  |
| Década de 1990 (Años 90)                                            |             |                     |                |                        |
| Año                                                                 | %           | PIB                 | PIB per Cápita | Población              |
| 1990                                                                |             | US$ 12.595 millones | US$ 253        | 48.057.094 habitantes  |
| 1991                                                                |             | US$ 13.928 millones | US$ 270        | 49.784.987 habitantes  |
| 1992                                                                |             | US$ 14.696 millones | US$ 293        | 51.602.776 habitantes  |
| 1993                                                                |             | US$ 9.143 millones  | US$ 164        | 53.477.944 habitantes  |
| 1994                                                                |             | US$ 8.135 millones  | US$ 124        | 55.366.517 habitantes  |
| 1995                                                                |             | US$ 8.431 millones  | US$ 133        | 57.237.226 habitantes  |
| 1996                                                                |             | US$ 8.826 millones  | US$ 144        | 59.076.414 habitantes  |
| 1997                                                                |             | US$ 8.909 millones  | US$ 140        | 60.893.264 habitantes  |
| 1998                                                                |             | US$ 8.078 millones  | US$ 124        | 62.707.547 habitantes  |
| 1999                                                                |             | US$ 7.927 millones  | US$ 119        | 64.550.161 habitantes  |
| Década de 2000 (Años 2000)                                          |             |                     |                |                        |
| Año                                                                 | %           | PIB                 | PIB per Cápita | Población              |
| 2000                                                                |             | US$ 8.235 millones  | US$ 123        | 66.443.603 habitantes  |
| 2001                                                                |             | US$ 8.223 millones  | US$ 120        | 68.393.128 habitantes  |
| 2002                                                                |             | US$ 7.851 millones  | US$ 111        | 70.391.170 habitantes  |
| 2003                                                                |             | US$ 8.623 millones  | US$ 118        | 72.432.290 habitantes  |
| 2004                                                                |             | US$ 10.142 millones | US$ 135        | 74.506.974 habitantes  |
| 2005                                                                |             | US$ 12.408 millones | US$ 161        | 76.608.431 habitantes  |
| 2006                                                                |             | US$ 15.283 millones | US$ 193        | 78.735.675 habitantes  |
| 2007                                                                |             | US$ 19.701 millones | US$ 243        | 80.891.968 habitantes  |
| 2008                                                                |             | US$ 26.839 millones | US$ 325        | 83.079.608 habitantes  |
| 2009                                                                |             | US$ 32.464 millones | US$ 379        | 85.302.099 habitantes  |
| Década de 2010 (Años 10)                                            |             |                     |                |                        |
| Año                                                                 | %           | PIB                 | PIB per Cápita | Población              |
| 2010                                                                |             | US$ 29.917 millones | US$ 341        | 87.561.814 habitantes  |
| 2011                                                                |             | US$ 31.958 millones | US$ 354        | 89.858.696 habitantes  |
| 2012                                                                |             | US$ 43.134 millones | US$ 468        | 92.191.211 habitantes  |
| 2013                                                                |             | US$ 47.656 millones | US$ 502        | 94.558.374 habitantes  |
| 2014                                                                |             | US$ 55.512 millones | US$ 571        | 96.958.732 habitantes  |
| 2015                                                                |             | US$ 64.683 millones | US$ 645        | 99.390.750 habitantes  |
| 2016                                                                |             | US$ 73.151 millones | US$ 712        | 101.853.268 habitantes |
| 2017                                                                |             | US$ 80.874 millones | US$ 767        | 104.344.901 habitantes |
| 2018                                                                |             | US$ 83.836 millones | US$ 810        | 106.863.442 habitantes |
| 2019                                                                |             |                     |                |                        |
| Fuente: Fondo Monetario Internacional FMI y Banco Mundial BM (2017) |             |                     |                |                        |

### Evolución de la economía etíope a nivel continental
| PAÍSES DE ÁFRICA ORDENADOS SEGÚN EL TAMAÑO DE SU ECONOMÍA (PIB NOMINAL) DURANTE EL AÑO 2022 (EN DÓLARES) | PAÍSES DE ÁFRICA ORDENADOS SEGÚN EL TAMAÑO DE SU ECONOMÍA (PIB NOMINAL) DURANTE EL AÑO 2022 (EN DÓLARES) | PAÍSES DE ÁFRICA ORDENADOS SEGÚN EL TAMAÑO DE SU ECONOMÍA (PIB NOMINAL) DURANTE EL AÑO 2022 (EN DÓLARES) | PAÍSES DE ÁFRICA ORDENADOS SEGÚN EL TAMAÑO DE SU ECONOMÍA (PIB NOMINAL) DURANTE EL AÑO 2022 (EN DÓLARES) | PAÍSES DE ÁFRICA ORDENADOS SEGÚN EL TAMAÑO DE SU ECONOMÍA (PIB NOMINAL) DURANTE EL AÑO 2022 (EN DÓLARES) | PAÍSES DE ÁFRICA ORDENADOS SEGÚN EL TAMAÑO DE SU ECONOMÍA (PIB NOMINAL) DURANTE EL AÑO 2022 (EN DÓLARES) | PAÍSES DE ÁFRICA ORDENADOS SEGÚN EL TAMAÑO DE SU ECONOMÍA (PIB NOMINAL) DURANTE EL AÑO 2022 (EN DÓLARES) | PAÍSES DE ÁFRICA ORDENADOS SEGÚN EL TAMAÑO DE SU ECONOMÍA (PIB NOMINAL) DURANTE EL AÑO 2022 (EN DÓLARES) | PAÍSES DE ÁFRICA ORDENADOS SEGÚN EL TAMAÑO DE SU ECONOMÍA (PIB NOMINAL) DURANTE EL AÑO 2022 (EN DÓLARES) | PAÍSES DE ÁFRICA ORDENADOS SEGÚN EL TAMAÑO DE SU ECONOMÍA (PIB NOMINAL) DURANTE EL AÑO 2022 (EN DÓLARES) |
| N.º | País | PIB (Nominal)                                                                                            | PIB (Nominal)                                                                                            | Población en 2022 (Habitantes)                                                                           | N.º | País | PIB (Nominal)                                                                                            | PIB (Nominal)                                                                                            | Población en 2022 (Habitantes)                                                                           |
| N.º | País | Según el FMI (2023)                                                                                      | Según el BM (2022)                                                                                       | Población en 2022 (Habitantes)                                                                           | N.º | País | Según el FMI (2023)                                                                                      | Según el BM (2022)                                                                                       | Población en 2022 (Habitantes)                                                                           |
| --- | --- | --- | --- | --- | --- | --- | --- | --- | --- |
| 1° | Egipto                                                                                                   | 398 397                                                                                                  | 476 747                                                                                                  | 110 990 103                                                                                              | 28° | Níger | 17 073                                                                                                   | 13 969                                                                                                   | 26 207 977                                                                                               |
| 2° | Nigeria                                                                                                  | 390 002                                                                                                  | 477 386                                                                                                  | 218 541 212                                                                                              | 29° | Madagascar                                                                                               | 15 763                                                                                                   | 14 954                                                                                                   | 29 611 714                                                                                               |
| 3° | Sudáfrica                                                                                                | 380 906                                                                                                  | 405 869                                                                                                  | 59 893 885                                                                                               | 30° | Mauricio                                                                                                 | 14 819                                                                                                   | 12 898                                                                                                   | 1 262 523                                                                                                |
| 4° | Argelia                                                                                                  | 224 107                                                                                                  | 191 912                                                                                                  | 44 903 225                                                                                               | 31° | República del Congo                                                                                      | 14 407                                                                                                   | 14 615                                                                                                   | 5 970 424                                                                                                |
| 5° | Etiopía                                                                                                  | 155 804                                                                                                  | 126 783                                                                                                  | 123 379 924                                                                                              | 32° | Ruanda                                                                                                   | 13 927                                                                                                   | 13 312                                                                                                   | 13 776 698                                                                                               |
| 6° | Marruecos                                                                                                | 147 343                                                                                                  | 134 181                                                                                                  | 37 457 971                                                                                               | 33° | Malaui                                                                                                   | 13 176                                                                                                   | 13 164                                                                                                   | 20 405 317                                                                                               |
| 7° | Kenia | 112 749                                                                                                  | 113 420                                                                                                  | 54 027 487                                                                                               | 34° | Namibia                                                                                                  | 12 647                                                                                                   | 12 607                                                                                                   | 2 567 012                                                                                                |
| 8° | Angola                                                                                                   | 93 796                                                                                                   | 106 713                                                                                                  | 35 588 987                                                                                               | 35° | Chad | 12 596                                                                                                   | 12 704                                                                                                   | 17 723 315                                                                                               |
| 9° | Tanzania                                                                                                 | 84 033                                                                                                   | 75 709                                                                                                   | 65 497 748                                                                                               | 36° | Somalia                                                                                                  | 11 515                                                                                                   | 8 126 | 17 597 511                                                                                               |
| 10° | Costa de Marfil                                                                                          | 79 430                                                                                                   | 70 018                                                                                                   | 28 160 542                                                                                               | 37° | Mauritania                                                                                               | 10 357                                                                                                   | 10 375                                                                                                   | 4 736 139                                                                                                |
| 11° | Ghana | 76 628                                                                                                   | 72 838                                                                                                   | 33 475 870                                                                                               | 38° | Guinea Ecuatorial                                                                                        | 10 041                                                                                                   | 11 813                                                                                                   | 1 674 908                                                                                                |
| 12° | República Democrática del Congo                                                                          | 67 512                                                                                                   | 58 065                                                                                                   | 99 010 212                                                                                               | 39° | Togo | 9 111 | 8 126 | 8 848 699                                                                                                |
| 13° | Uganda                                                                                                   | 52 390                                                                                                   | 45 559                                                                                                   | 47 249 585                                                                                               | 40° | Sudán del Sur                                                                                            | 6 267 | 11 997                                                                                                   | 10 913 164                                                                                               |
| 14° | Túnez | 51 271                                                                                                   | 46 664                                                                                                   | 12 356 117                                                                                               | 41° | Suazilandia                                                                                              | 4 648 | 4 854 | 1 201 670                                                                                                |
| 15° | Camerún                                                                                                  | 49 262                                                                                                   | 44 341                                                                                                   | 27 914 536                                                                                               | 42° | Liberia                                                                                                  | 4 347 | 4 001 | 5 302 681                                                                                                |
| 16° | Libia | 40 194                                                                                                   | 45 752                                                                                                   | 6 812 341                                                                                                | 43° | Yibuti                                                                                                   | 3 873 | 3 515 | 1 120 849                                                                                                |
| 17° | Zimbabue                                                                                                 | 32 424                                                                                                   | 20 678                                                                                                   | 16 320 537                                                                                               | 44° | Sierra Leona                                                                                             | 3 519 | 3 970 | 8 605 718                                                                                                |
| 18° | Senegal                                                                                                  | 31 141                                                                                                   | 27 684                                                                                                   | 17 316 449                                                                                               | 45° | Burundi                                                                                                  | 3 190 | 3 073 | 12 889 576                                                                                               |
| 19° | Zambia                                                                                                   | 29 536                                                                                                   | 29 784                                                                                                   | 20 017 675                                                                                               | 46° | República Centroafricana                                                                                 | 2 760 | 2 382 | 5 579 144                                                                                                |
| 20° | Sudán | 25 986                                                                                                   | 51 662                                                                                                   | 46 874 204                                                                                               | 47° | Cabo Verde                                                                                               | 2 598 | 2 314 | 593 149                                                                                                  |
| 21° | Guinea                                                                                                   | 23 205                                                                                                   | 21 227                                                                                                   | 13 859 341                                                                                               | 48° | Gambia                                                                                                   | 2 388 | 2 273 | 2 705 992                                                                                                |
| 22° | Mozambique                                                                                               | 21 936                                                                                                   | 17 851                                                                                                   | 32 969 518                                                                                               | 49° | Lesoto                                                                                                   | 2 373 | 2 553 | 2 305 825                                                                                                |
| 23° | Mali | 21 309                                                                                                   | 18 827                                                                                                   | 22 593 590                                                                                               | 50° | Seychelles                                                                                               | 2 085 | 1 588 | 100 060                                                                                                  |
| 24° | Burkina Faso                                                                                             | 20 785                                                                                                   | 18 884                                                                                                   | 22 673 762                                                                                               | 51° | Guinea-Bisáu                                                                                             | 1 991 | 1 633 | 2 105 566                                                                                                |
| 25° | Botsuana                                                                                                 | 20 756                                                                                                   | 20 352                                                                                                   | 2 630 296                                                                                                | 52° | Eritrea                                                                                                  | 1 982 | 2 065 | 3 684 032                                                                                                |
| 26° | Benín | 19 940                                                                                                   | 17 401                                                                                                   | 13 352 864                                                                                               | 53° | Comoras                                                                                                  | 1 364 | 1 242 | 836 774                                                                                                  |
| 27° | Gabón | 19 319                                                                                                   | 21 071                                                                                                   | 2 388 992                                                                                                | 54° | Santo Tomé y Príncipe                                                                                    | 674 | 546 | 227 380                                                                                                  |

| Puesto                          | País                            | PIB per Cápita Año 2010 | PIB per Cápita Año 2019 | Crecimiento 2010-2019 |
| ------------------------------- | ------------------------------- | ----------------------- | ----------------------- | --------------------- |
| 1°                              | Angola                          | USD 3 641 dólares       | USD 2 967 dólares       | -18,51 %              |
| 2°                              | Argelia                         | USD 4 480 dólares       | USD 3 898 dólares       | -12,99 %              |
| 3°                              | Benín                           | USD 1 037 dólares       | USD 1 218 dólares       | 17,45 %               |
| 4°                              | Botsuana                        | USD 6 374 dólares       | USD 7 772 dólares       | 21,93 %               |
| 5°                              | Burkina Faso                    | USD 648 dólares         | USD 774 dólares         | 19,44 %               |
| 6°                              | Burundi                         | USD 231 dólares         | USD 269 dólares         | 16,45 %               |
| 7°                              | Cabo Verde                      | USD 3 312 dólares       | USD 3 601 dólares       | 8,72 %                |
| 8°                              | Camerún                         | USD 1 282 dólares       | USD 1 523 dólares       | 18,79 %               |
| 9°                              | Chad                            | USD 895 dólares         | USD 685 dólares         | -23,46 %              |
| 10°                             | Comoras                         | USD 1 322 dólares       | USD 1 362 dólares       | 3,02 %                |
| 11°                             | Costa de Marfil                 | USD 1 650 dólares       | USD 2 229 dólares       | 35,09 %               |
| 12°                             | Egipto                          | USD 2 922 dólares       | USD 3 043 dólares       | 4,14 %                |
| 13°                             | Eritrea                         | USD 501 dólares         | USD 566 dólares         | 12,97 %               |
| 14°                             | Etiopía                         | USD 324 dólares         | USD 960 dólares         | 196,29 %              |
| 15°                             | Gabón                           | USD 8 933 dólares       | USD 8 111 dólares       | -9,20 %               |
| 16°                             | Gambia                          | USD 860 dólares         | USD 774 dólares         | -10,00 %              |
| 17°                             | Ghana                           | USD 1 745 dólares       | USD 2 220 dólares       | 27,22 %               |
| 18°                             | Guinea                          | USD 630 dólares         | USD 1 012 dólares       | 60,63 %               |
| 19°                             | Guinea-Bisáu                    | USD 644 dólares         | USD 810 dólares         | 25,77 %               |
| 20°                             | Guinea Ecuatorial               | USD 17 153 dólares      | USD 8 689 dólares       | -49,34 %              |
| 21°                             | Kenia                           | USD 1 036 dólares       | USD 2 004 dólares       | 93,43 %               |
| 22°                             | Lesoto                          | USD 1 241 dólares       | USD 1 185 dólares       | -4,51 %               |
| 23°                             | Liberia                         | USD 550 dólares         | USD 693 dólares         | 26,00 %               |
| 24°                             | Libia                           | USD 11 417 dólares      | USD 6 055 dólares       | -46,96 %              |
| 25°                             | Madagascar                      | USD 471 dólares         | USD 525 dólares         | 11,46 %               |
| 26°                             | Malaui                          | USD 442 dólares         | USD 377 dólares         | -14,70 %              |
| 27°                             | Mali                            | USD 732 dólares         | USD 907 dólares         | 23,90 %               |
| 28°                             | Marruecos                       | USD 2 896 dólares       | USD 3 331 dólares       | 15,02 %               |
| 29°                             | Mauricio                        | USD 8 000 dólares       | USD 11 090 dólares      | 38,62 %               |
| 30°                             | Mauritania                      | USD 1 715 dólares       | USD 1 872 dólares       | 9,15 %                |
| 31°                             | Mozambique                      | USD 469 dólares         | USD 487 dólares         | 3,83 %                |
| 32°                             | Namibia                         | USD 5 410 dólares       | USD 5 072 dólares       | -6,24 %               |
| 33°                             | Níger                           | USD 477 dólares         | USD 553 dólares         | 15,93 %               |
| 34°                             | Nigeria                         | USD 2 328 dólares       | USD 2 229 dólares       | -4,25 %               |
| 35°                             | República Centroafricana        | USD 492 dólares         | USD 479 dólares         | -2,64 %               |
| 36°                             | República del Congo             | USD 3 597 dólares       | USD 2 745 dólares       | -23,68 %              |
| 37°                             | República Democrática del Congo | USD 288 dólares         | USD 508 dólares         | 76,38 %               |
| 38°                             | Ruanda                          | USD 614 dólares         | USD 816 dólares         | 32,89 %               |
| 39°                             | Santo Tomé y Príncipe           | USD 1 128 dólares       | USD 1 980 dólares       | 75,53 %               |
| 40°                             | Senegal                         | USD 1 281 dólares       | USD 1 445 dólares       | 12,80 %               |
| 41°                             | Seychelles                      | USD 10 805 dólares      | USD 17 126 dólares      | 58,50 %               |
| 42°                             | Sierra Leona                    | USD 401 dólares         | USD 539 dólares         | 34,41 %               |
| 43°                             | Sudáfrica                       | USD 7 311 dólares       | USD 5 977 dólares       | -18,24 %              |
| 44°                             | Sudán                           | USD 1 637 dólares       | USD 771 dólares         | -52,90 %              |
| 45°                             | Sudán del Sur                   | USD 1 644 dólares       | USD 368 dólares         | -77,61 %              |
| 46°                             | Tanzania                        | USD 732 dólares         | USD 1 079 dólares       | 47,40 %               |
| 47°                             | Togo                            | USD 534 dólares         | USD 675 dólares         | 26,40 %               |
| 48°                             | Túnez                           | USD 4 140 dólares       | USD 3 292 dólares       | -20,48 %              |
| 49°                             | Uganda                          | USD 808 dólares         | USD 916 dólares         | 13,36 %               |
| 50°                             | Yibuti                          | USD 1 833 dólares       | USD 3 103 dólares       | 69,28 %               |
| 51°                             | Zambia                          | USD 1 456 dólares       | USD 1 318 dólares       | -9,47 %               |
| 52°                             | Zimbabue                        | USD 975 dólares         | USD 1 254 dólares       | 28,61 %               |
| Fuente: Banco Mundial BM (2020) |                                 |                         |                         |                       |

## Telecomunicaciones
Las telecomunicaciones son provistas por un monopolio estatal, Ethio Telecom, anteriormente Ethiopian Telecommunications Corporation.

## Turismo
Además del comercio al por mayor y al por menor, el transporte y las comunicaciones, el sector de los servicios está compuesto casi en su totalidad por el turismo. Desarrollado en la década de 1960, el turismo disminuyó considerablemente a fines de la década de 1970 y en la década de 1980 bajo el gobierno militar. La recuperación comenzó en la década de 1990, pero el crecimiento se vio limitado por la falta de hoteles y otras infraestructuras adecuadas, a pesar del auge de la construcción de hoteles y restaurantes pequeños y medianos, y por el impacto de la sequía, la guerra de 1998-2000 con Eritrea. y el espectro del terrorismo En 2002 ingresaron al país más de 156,000 turistas, muchos de ellos etíopes que visitaron desde el exterior, gastando más de 77 millones de dólares. En 2008, el número de turistas que ingresaron al país aumentó a 330,000. En 2015, Etiopía fue clasificada como "el mejor destino turístico del mundo" por el Consejo Europeo de Turismo y Comercio.

## Comercio exterior
Hasta el año 2013, el principal cultivo de exportación agrícola era el café, que proporcionaba alrededor del 26,4% de las ganancias en divisas de Etiopía. A principios de 2014, las exportaciones de semillas oleaginosas han sido más importantes. El café es crítico para la economía etíope. Más de 15 millones de personas (el 25% de la población) obtienen su sustento del sector del café.
En 2018, el país fue el 105.º exportador más grande del mundo (US $ 7,6 mil millones). En términos de importaciones, en 2019, fue el 103.er mayor importador del mundo: US $ 8,6 mil millones.

## Pobreza
El país africano de Etiopía ha hecho grandes avances para aliviar la pobreza desde el año 2000, cuando se evaluó que su índice de pobreza era uno de los más altos entre todos los demás países. El país ha logrado grandes avances en diferentes áreas de los Objetivos de Desarrollo del Milenio, incluida la erradicación de diversas enfermedades y la disminución de la tasa de mortalidad infantil. A pesar de estas mejoras, la pobreza sigue siendo extremadamente alta dentro del país. Uno de los principales factores en la reducción de la pobreza fue la expansión del sector agrícola. Los agricultores pobres han podido establecer precios de alimentos más altos para aumentar sus ventas e ingresos, pero esta expansión ha tenido un costo para los ciudadanos más pobres del país, ya que no podían pagar los alimentos de mayor precio. Uno de los mayores desafíos para aliviar este problema es cambiar la estructura de la economía de Etiopía de una economía basada en la agricultura a una economía más basada en la industria. La estrategia actual para abordar la pobreza en Etiopía se basa en los sistemas gubernamentales existentes y los programas de desarrollo que ya existen en el país.